# Club Voleibol Playas de Benidorm
El Club Voleibol Playas de Benidorm es un equipo de voleibol de España, de la ciudad de Benidorm (Alicante) El club surge en 2010 como sucesor del Club Voleibol Benidorm y del Club Voleibol Finestrat tras los problemas económicos surgidos en este último. Compite en la Superliga Femenina Española ocupando la plaza del Cala de Finestrat.

## Historia

### Ascenso a Superliga
El equipo ascendió por primera vez a Superliga 2 Masculina para la temporada 2019-20. Un año que estuvo marcado por la Pandemia de COVID-19 que obligó a cancelar las competiciones y que sirvió como primera experiencia del club en la división de plata del vóley español. De hecho, el siguiente año con jugadores como Juan Contreras, Raúl Mesa o Dani Moreno, lograron entrar por primera vez en su historia en la Copa Príncipe, aunque sin fortuna dado que no consiguieron alcanzar las semifinales.
El proyecto empezó a dar un giro con la llegada del colocador valenciano, Sergio Ramírez en la temporada 2022-23 y bajo la dirección de Adriano Ellias Lamb. Además, empezaron a sumar efectuvos como Dani Retuerto que apuntalaban más aún un proyecto que empezaba a crecer. Eso sí, no fue hasta la temporada 2024-25 cuando tras el tropiezo en la Copa Príncipe, el club iba a dar la sorpresa en la fase final de la Superliga 2 Masculina organizada en el Pabellón Europa de Leganés donde iban a conseguir el ansiado ascenso venciendo al Vóley Textil Santanderina (3-0). Eso sí, después en la final iban a caer en un espectacular partido ante el UC3M Leganés (3-2), aunque el ascenso ya estaba conseguido.

## Instalaciones
Palacio de Deportes la Isla de Benidorm
El Palau d'Esports L’Illa de Benidorm (en valenciano) o Palacio de los Deportes la Isla de Benidorm (en castellano) es una moderna instalación deportiva inaugurada en 2005 que cuenta con una capacidad de 4000 espectadores en las gradas. Desde su inauguración ha sido testigo de grandes eventos de la ciudad alicantina y es el lugar donde juega sus partidos el Club Voleibol Playas de Benidorm.

## Palmarés
El palmarés del primer equipo masculino comprende tres subcampeonatos, uno nacional en la Superliga 2 Masculina y dos de carácter autonómico como es la Copa Comunidad Valenciana.
Nota: en negrita competiciones vigentes en la actualidad.
| Competición nacional | Títulos | Subcampeonatos |
| -------------------- | ------- | -------------- |
| Superliga 2 (0/1)    |         | 2024-25.       |

| Competición regional            | Títulos | Subcampeonatos |
| ------------------------------- | ------- | -------------- |
| Copa Comunidad Valenciana (0/2) |         | 2022 y 2024.   |